# Чехословацький уряд у вигнанні
Чехословацький уряд у вигнанні, іноді офіційно іменований як Тимчасовий уряд Чехословаччини (чеськ. Prozatímní vláda Československa, словац. Dočasná vláda Československa), також неофіційно відомий як Чехословацький комітет національного визволення (Výbor Československého Národního Osvobození, Československý Výbor Národného Oslobodenia) — уряд у вигнанні, що спочатку діяв під британським дипломатичним визнанням. У міру його подальшого поступового визнання іншими союзниками у Другій світовій війні назва почала використовуватися і ними. Комітет спочатку створив колишній президент Чехословаччини Едвард Бенеш у Парижі у жовтні 1939 року. Безуспішні переговори з Францією про дипломатичний статус, а також неминуча нацистська окупація Франції змусили комітет у 1940 році виїхати в Лондон. Службові приміщення чехословацького уряду у вигнанні були в різних місцях Лондона, але здебільшого зосереджувалися у будівлі під назвою Фурсекрофт.
Альянти розглядали комітет як законний уряд окупованої Чехословаччини впродовж Другої світової війни. Як однозначно антифашистський уряд він прагнув скасувати Мюнхенську угоду і подальшу німецьку окупацію Чехословаччини, а також повернути республіку в її кордони 1937 року. Як такий уряд почав сприйматися правонаступником Першої чехословацької республіки з боку тих країн, що його визнавали.

## Історія

### Діяльність в еміграції
Перші кілька місяців після своєї еміграції в жовтні 1938 року Едвард Бенеш пробув у Лондоні. Британський уряд ще вірив у додержання Мюнхенської угоди, тому фактично вимагав від Бенеша абсолютної політичної пасивності, що й робив президент-емігрант. Через три місяці він із дружиною виїхав у США, де почав викладати в Чиказькому університеті. Лекції всесвітньовідомого політика привертали неабияку увагу, зробивши Бенеша улюбленцем студентства.
Між тим, початок Другої світової війни у вересні 1939 року розв'язав колишньому президенту руки: він поновив виступи з лекціями та промовами й зустрічі з чехословацькою діаспорою. А найголовніше, що Бенеш відновив те, що йому вдавалося найкраще — дипломатичну діяльність. До того ж він мав високий авторитет, оскільки події після Мюнхена довели його правоту. Повернувшись у Лондон, він поступово відновив своє лідерство серед чехословацького руху опору в еміграції і вже 1940 року фактично став на його чолі. Бенеш зустрічався із найвпливовішими особами світу від Франкліна Делано Рузвельта до Вінстона Черчілля і зрештою домігся визнання свого уряду в еміграції як законного представника чехословацького народу, що допоможе йому повернутися на батьківщину 1945 року не тільки в ролі глави держави, а і з відновленим авторитетом та міжнародним визнанням.
Перебуваючи на чужині та набувши статусу «уряду у вигнанні», чехословацький рух опору почав готувати юридичне обґрунтування для відновлення суверенності Чехословаччини. Позаяк в умовах воєнного стану і фактичної окупації країни парламент не міг засідати, це потребувало нестандартних рішень. Уряд у вигнанні підготував документи, які б забезпечили життєдіяльність країни відразу після визволення. Різні міністерства та відомства висували власні пропозиції, які набирали чинності після їх підписання з боку президента Бенеша, який в абсолютній більшості випадків не був автором власних декретів, а тільки затверджував їх своїм підписом. 

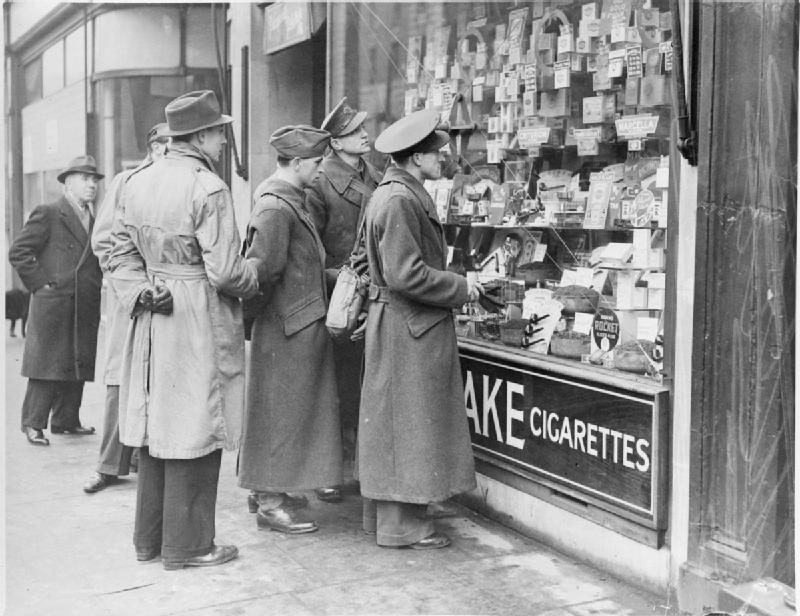
Чехословацькі військовики в Лондоні

У грудні 1943 року уряд у вигнанні уклав договір з СРСР. Зацікавленість Бенеша у підтримці дружніх відносин з Радянським Союзом була мотивована також його бажанням уникнути радянського заохочення післявоєнного комуністичного перевороту в Чехословаччині. Президент працював над налагодженням співпраці його уряду з чехословацькою комуністичною еміграцією у Сполученому Королівстві, пропонуючи далекосяжні поступки, включаючи націоналізацію важкої промисловості та створення місцевих народних комітетів наприкінці війни. У березні 1945 року він передав ключові посади в уряді чехословацьким комуністичним емігрантам у Москві.

### Проблеми визнання
З огляду на непрозору і відносно мінливу ситуацію в тодішній незалежній Словаччині (яка була державою-сателітом Німецької імперії) французький уряд узимку 1939—1940 років вважав, що Бенеш не зовсім виступає від імені всіх чехословаків. Виходячи з цього, дипломатія Франції уникала будь-якого прямого вираження підтримки бажання комітету Бенеша повернутися до Першої Республіки. Однак, оскільки Бенеш був ключем до отримання військової підтримки від добре вишколеної чехословацької армії, Франція була фактично першою державою, яка уклала договір із комітетом. 2 жовтня 1939 року угода між Францією та Бенешем дозволила відновити чехословацьку армію на території Франції. Таким чином, підрозділи Першої дивізії чехословацької армії воювали разом з тими, хто надав їм прихисток, на завершальному етапі битви за Францію.

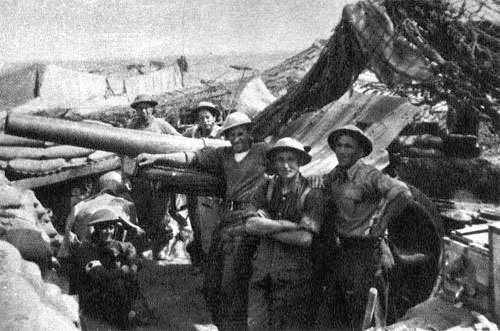
Бійці 11-го піхотного батальйону під час облоги Тобрука 1941 року

Саме невдача союзних військових сил у цій битві найбільшою мірою сприяла амбіціям комітету Бенеша. З падінням Франції погляди новопризначеного прем'єр-міністра Вінстона Черчілля взяли перевагу над занепокоєннями Третьої республіки, яка зникала з карти світу. Наступник Чемберлена був набагато однозначнішим за свого попередника щодо чехословацьких справ і після падіння Франції швидко визнав Бенеша президентом уряду у вигнанні. Тим не менше, комітет все ще відчував деяку невпевненість у цьому визнанні, бо Черчілль конкретно згадав Бенеша як президента, але не пов'язував його з раніше чинним урядом. Тому у квітні 1941 року вони домагалися від британців іще більшої ясності. 18 числа того ж місяця комітет надіслав їм листа, прохаючи, «щоб їхні угоди укладалися, як і до вересня 1938 року, від імені Чехословацької Республіки». Міністр закордонних справ Великобританії Ентоні Іден дав таку згоду 18 липня 1941 року.

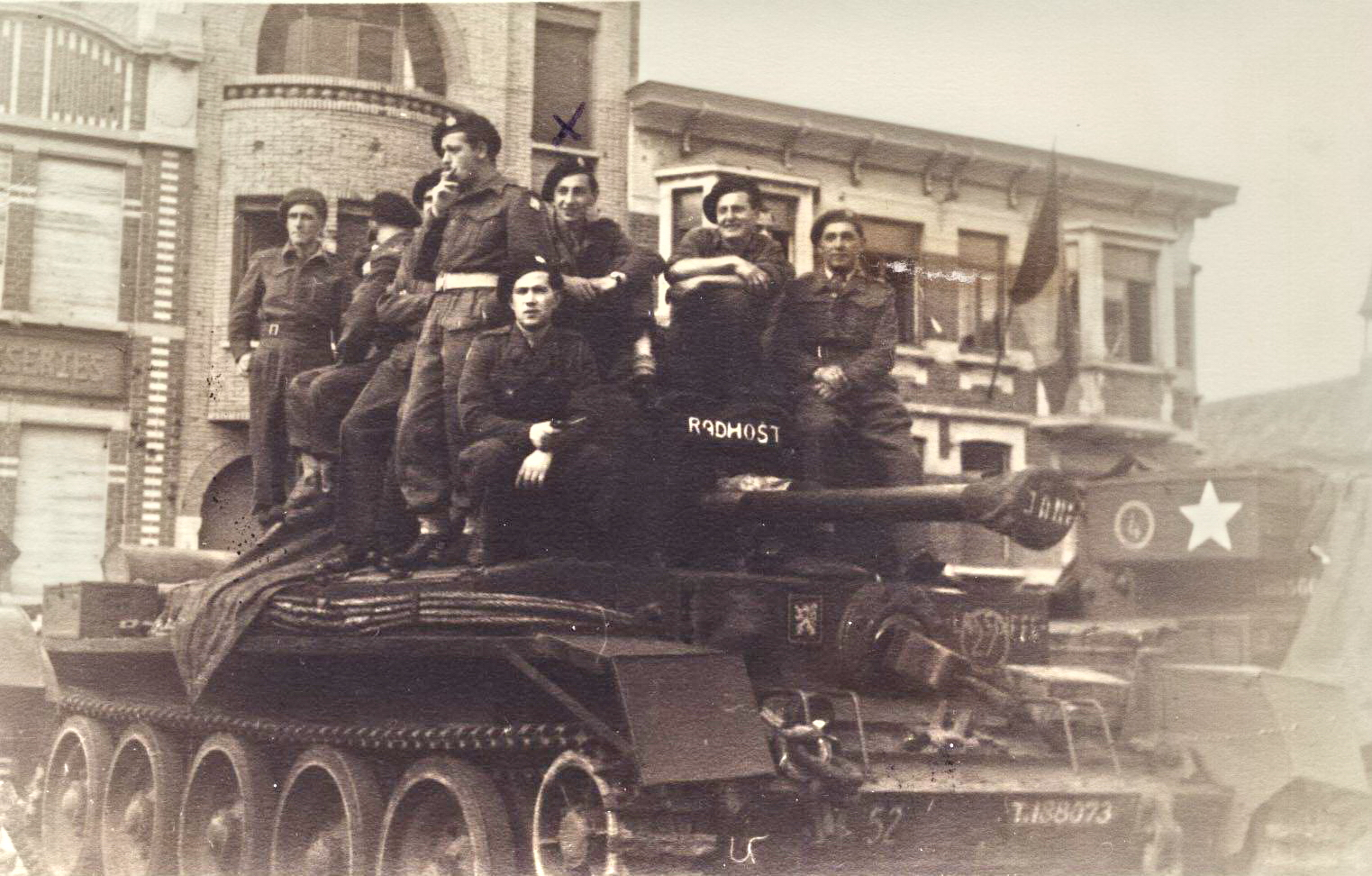
Вояки 1-ї чехословацької бронетанкової бригади у складі британської армії, м. Де-Панне, 1945 р.

Пізніше того року те ж саме фактично були змушені зробити Сполучені Штати і Радянський Союз, коли обом цим державам оголосила війну Словаччина. На тлі уряду Осі у Братиславі, нічого не залишалося, як визнати до кінця 1941 року єдиний дружній до них уряд — уряд Бенеша. Правове питання, що залишалося нерозв'язаним, полягало в тому, чи був уряд Бенеша продовженням Першої республіки чи правонаступником без твердих конституційних основ. Цей сумнів розвіяли навесні 1942 року. Після майже шестимісячного планування в тилу ворога оперативники чехословацьких союзників у Богемії смертельно поранили диктатора-очільника протекторату Богемії та Моравії Райнгарда Гейдріха. Успіх цієї місії (операції «Антропоїд») спричинився до того, що Британія та Вільна Франція (уряд у вигнанні вже її самої) офіційно відмовилися від Мюнхенської угоди, тим самим надавши де-юре легітимності уряду Бенеша як продовженню Першої республіки.

### Врядування на батьківщині
Упродовж перших місяців після визволення Бенеш сконцентрував практично всю владу у своїх руках і управляв державою за допомогою власних декретів, які діяли доти, поки не зібрався новий склад парламенту, а їхня законність не підлягала сумніву, оскільки всі підписані президентом декрети були затверджені Тимчасовими національними зборами в березні 1946 року. Декрети у неспокійний післявоєнний час в умовах часткового законодавчого вакууму забезпечували життєдіяльність держави, регулюючи фінансову царину, економіку, освітні процеси тощо. Загалом Бенеш підписав 143 декрети, які забезпечили історичну неперервність і спадкоємність повоєнної Чехословаччини відносно першої республіки міжвоєнної доби.
Найсуперечливішими зі 143 декретів були декрет № 16 «Про покарання нацистських злочинців, зрадників та їхніх помічників і про надзвичайні народні суди» та № 33, яким позбавляли громадянства осіб німецької та угорської національності, що співробітничали з окупантами. Питання виселення німецької меншини зумовлювалося жорстокістю німців протягом війни, яка набула нечуваного розмаху. На думку як президента Бенеша, так і пересічних чехів, зло мало бути покараним. Незалежно від волі Бенеша виселення почалося стихійно ще у травні відразу після кінця війни. Партизанські загони силоміць і спонтанно висилали німців із судетських районів, жертвами чого стали тисячі душ. Президент відчував на собі тиск чехословацького підпілля, яке почувалося скривдженим і жадало помсти. Істотним чинником був і міжнародний аспект: фактично рішення про виселення німців прийняли на конференції союзників у Потсдамі на початку серпня 1945 року. Одержавши сподівану інформацію від міністра закордонних справ Яна Масарика, на наступний день після завершення Потсдамської конференції, 3 серпня, Бенеш підписав декрет про позбавлення громадянства, на підставі чого розгорнулася друга хвиля депортацій, під яку потрапили сотні тисяч німців. Навіть упродовж організованого етапу депортації не обійшлося без трагічних випадків, де вбивства не були винятком. Відомості про злочини чехів, які мстилися за окупацію, супроти німецької меншини доходили до світових ЗМІ. Однак подолання воєнних травм Чехословаччини у такий жорстокий спосіб на заході країни було лише початком — справжня катастрофа вже насувалася зі сходу.
Після завершення війни Бенеш ще три роки залишався главою держави, та фанатична працьовитість президента не могла не датися взнаки. Ще в Лондоні він пережив перший крововилив у мозок, а вже в Празі переніс мікроінсульт, проте своїх звичок не змінював — безоглядна впевненість у власній незамінності та правильності власних рішень не залишала багато можливостей для маневрів або розподілу повноважень. Президент старався володіти ситуацією та керувати державою майже самотужки, незважаючи на поганий стан здоров'я. Однак виклики, що постали перед його вітчизною, потребували цілковитої мобілізації сил, яких у нього вже не було. Не випадково дорога Бенеша з еміграції на батьківщину пролягла через Москву. Дедалі більша роль Радянського Союзу і розчарування в західних союзниках після «мюнхенської зради» привели до того, що Чехословаччина після війни добровільно-примусово переорієнтувалася на східний вектор. Сталін чимраз ясніше давав зрозуміти, що саме він диктуватиме умови державам, які опинилися в його сфері впливу. Бенешу довелося погодитися на передачу відразу після війни Підкарпатської Русі до складу СРСР. 1948 року Сталін в ультимативній формі відмовив Чехословаччині у праві приєднатися до плану Маршала. Під той час президент Бенеш уже доживав останні місяці свого життя. В лютому 1948 року, коли трапився т. зв. «Лютневий переворот», Чехословаччина стала жертвою радянського режиму. Комуністична партія Чехословаччини під проводом Клемента Готвальда вдалася до фактичного захоплення влади, скориставшись юридичним цугцвангом. На вулицях з'явилися озброєні прибічники комуністів. Клемент Готвальд не робив таємниці з того, що в разі непоступливості Бенеша він звернеться по військову допомогу до СРСР.
Едвард Бенеш виявився тим останнім запобіжником, який зумів, бодай на деякий час, уберегти державу від комуністичного терору, проте у президента вже не було для протиборства ні фізичних, ні психічних сил, і в лютому 1948 року він своїм підписом легітимізував у Чехословаччині нову комуністичну владу. Останнім намаганням хоча б частково виправити ситуацію була відмова президента підписати нову комуністичну конституцію у травні 1948 року, яка, по суті, ліквідовувала демократію в країні. Проте 7 червня 1948 року він подав у відставку. Його наступником став Клемент Готвальд. Країна занурювалася в епоху комуністичного терору. Провісником нової доби стала таємнича смерть сина Томаша Ґаріґа Масарика Яна, похорон якого в березні 1948 року послужив приводом для тихої, але масової демонстрації. Комуністичний терор у своїй вітчизні колишній президент вже не побачив: 3 вересня 1948 року у маєтку в містечку Сезімово-Усті Едвард Бенеш помер.

## Додаткова література
- Láníček, Jan (2013). Czechs, Slovaks and the Jews, 1938-48: Beyond Idealisation and Condemnation (англійською) . Springer. ISBN 978-1-137-31747-6.
- Neil Rees "The Secret History of The Czech Connection – The Czechoslovak Government in Exile in London and Buckinghamshire" compiled by Neil Rees, England, 2005. ISBN 0-9550883-0-5. (англ.)
- Mastny, Vojtech (1979). The Czechoslovak Government-in-Exile During World War II. Jahrbücher für Geschichte Osteuropas. 27 (4): 548—63.
- Vít, Smetana; Kathleen, Geaney, ред. (2018). Exile in London: The Experience of Czechoslovakia and the Other Occupied Nations, 1939–1945 (англійською) . Charles University in Prague, Karolinum Press. ISBN 978-80-246-3701-3.